# ريان القحطاني
ريان منصور القحطاني لاعب كرة قدم سعودي ، يلعب كمهاجم حاليا مع نادي ضمك.